# Виноградов Віктор Володимирович
Ві́ктор Володи́мирович Виногра́дов (рос. Виктор Владимирович Виноградов; 31 грудня 1894 (12 січня 1895), м. Зарайськ, тепер Московської області — 4 жовтня 1969, Москва) — російський філолог, педагог, академік АН СРСР, іноземний член багатьох зарубіжних академій.

## Біографія
В. В. Виноградов народився 31 грудня 1894 року (12 січня 1895 року) в м. Зарайськ.
Закінчив 1917 року в Петрограді Історико-філологічний та Археологічний інститути.
Викладав у Петроградському (Ленінградському) університеті з 1921 року. У 1920 році обраний професором Археологічного інституту.
У 1930—1969 роках був професором Московського університету, у 1947—1969 роках завідував кафедрою російської мови.
У 1940 році захистив дисертацію на здобуття наукового ступеня доктора філологічних наук.
У 1946 році обраний дійсним членом (академіком) Академії Наук СРСР.
Обіймав посаду директора Інституту мовознавства АН СРСР (1950—1954 рр), Інституту російської мови АН СРСР (1958—1968 рр.).
У 1958—1969 роках був головою Міжнародного і Радянського комітетів славістів, головою Міжнародної асоціації викладачів російської мови і літератури (МАПРЯЛ). Був головним редактором журналу «Вопросы языкознания» («Питання мовознавства»).
Помер 4 жовтня 1969 року в м. Москва. Похований на Новодівочому кладовищі.

## Наукова діяльність
Автор праць з граматики російської мови («Русский язык», 1947; Сталінська премія, 1951), історії російської літературної мови («Основні проблеми вивчення утворення і розвитку давньоруської літературної мови», 1958, та ін.).
У книзі «Нариси з історії російської мови XVII—XIX ст.» (1934) відобразив, зокрема, питання російсько-українських мовних і літературних зв'язків, дав характеристику української літературної мови досліджуваного періоду, навів зразки її стилів. Значну увагу явищам і процесам розвитку української мови приділив у славістичних працях «Основні питання вивчення сучасних слов'янських літературних мов» (1949) та «Відмінності між закономірностями розвитку слов'янських літературних мов у донаціональну та національну епоху» (1963).
Розробляв загальні питання лексикографії, стилістики, поетики, теорії художньої мови. Досліджував мову і стиль Миколи Гоголя, Олександра Пушкіна та інших письменників.
У багатьох працях використовував український матеріал, розробляв проблему взаємодії російської, української та білоруської мов у різні періоди їхнього розвитку («До питання про історичні зв'язки російської, української та білоруської мов», 1947; «Про мову ранньої прози Гоголя», 1951, та ін.).
Написав рецензію на «Російсько-український словник» (1948).

## Деякі праці
- О художественной прозе / В. В. Виноградов. — М. ; Л. : Наука, 1930. —186 с.
- Русский язык: Граммат. учение о слове: Учебное пособие для высших учебных заведений/В. В. Виноградов. — М. ; Л. : Учпедгиз, 1947. —784 с.
- Из истории лексикологии/ В. В. Виноградов. // Доклады и сообщения Института языкознания АН СССР. — 1956. — Вып. X. — С. 3 — 28.
- Пути развития советского языкознания/ В. В. Виноградов.// Вопросы языкознания. — 1957. — № 5. — С. 3 — 17.
- Лингвистические основы научной критики текста/ В. В. Виноградов.// Вопросы языкознания. — 1958. — № 2. — С. 3—24; 1958.— № 3. — С. 3—23.
- Героїчний епос народу i його роль в історії культури/ В. В. Виноградов.// Історичний епос східних слов'ян.— Київ, 1958. — С. 5 —10.
- О языке художественной литературы / В. В. Виноградов. — М. : Гослитиздат, 1959. — 656 с.
- Об омонимии и смежных явлениях / В. В. Виноградов. // Вопросы языкознания. — 1960.— № 5. — С. 3—17.
- К спорам о слове и образе/ В. В. Виноградов.// Вопросы литературы. — 1960.— № 5.— С . 66—96.
- Попрошайка. Un récit inconnu de Dostoievskij / V. V. Vinogradov.// Revue des études slaves. — Paris, 1960. — № 37. — Р. 17 — 28.
- Проблеми стилістики російської мови в працях Ломоносова/ В. В. Виноградов.// Ломоносовський філологічний збірник. — К., 1963, — С. 5 — 34.

## Нагороди
- Орден Леніна (1953);
- Орден Трудового Червоного Прапора (1945, 1965);
- Медаль К. Д. Ушинського;
- Сталінська премія ІІ ступеня (1951);
- Премії імені М. В. Ломоносова МДУ (1945, 1951).